# Jan van Egmond Lyceum
Het Jan van Egmond Lyceum is een openbare middelbare school en maakt deel uit van de Purmerendse ScholenGroep.

## Aanbod
De school biedt aan circa 1200 leerlingen de volgende vormen van voortgezet onderwijs aan: havo, atheneum en gymnasium. Het JEL biedt de volgende JEL+Talentprogramma's aan:
- Beeldende Kunsten, kunstklassen
- Sport en Beweging, sportklassen onderbouw en BSM bovenbouw
- Tech-Science, wetenschapsklassen

## Geschiedenis

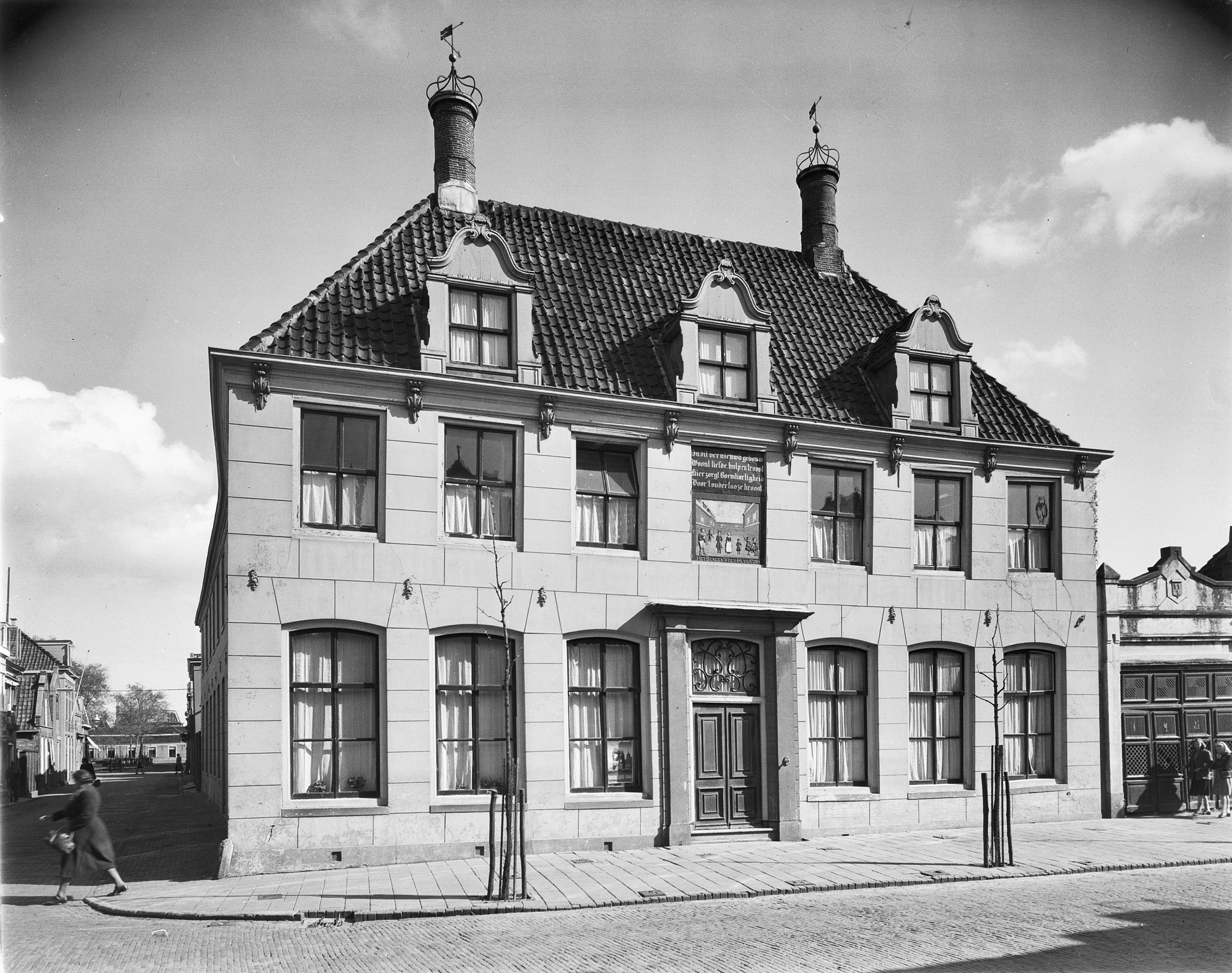
De eerste lessen van de Rijkshogereburgerschool werden gegeven in het Burgerweeshuis

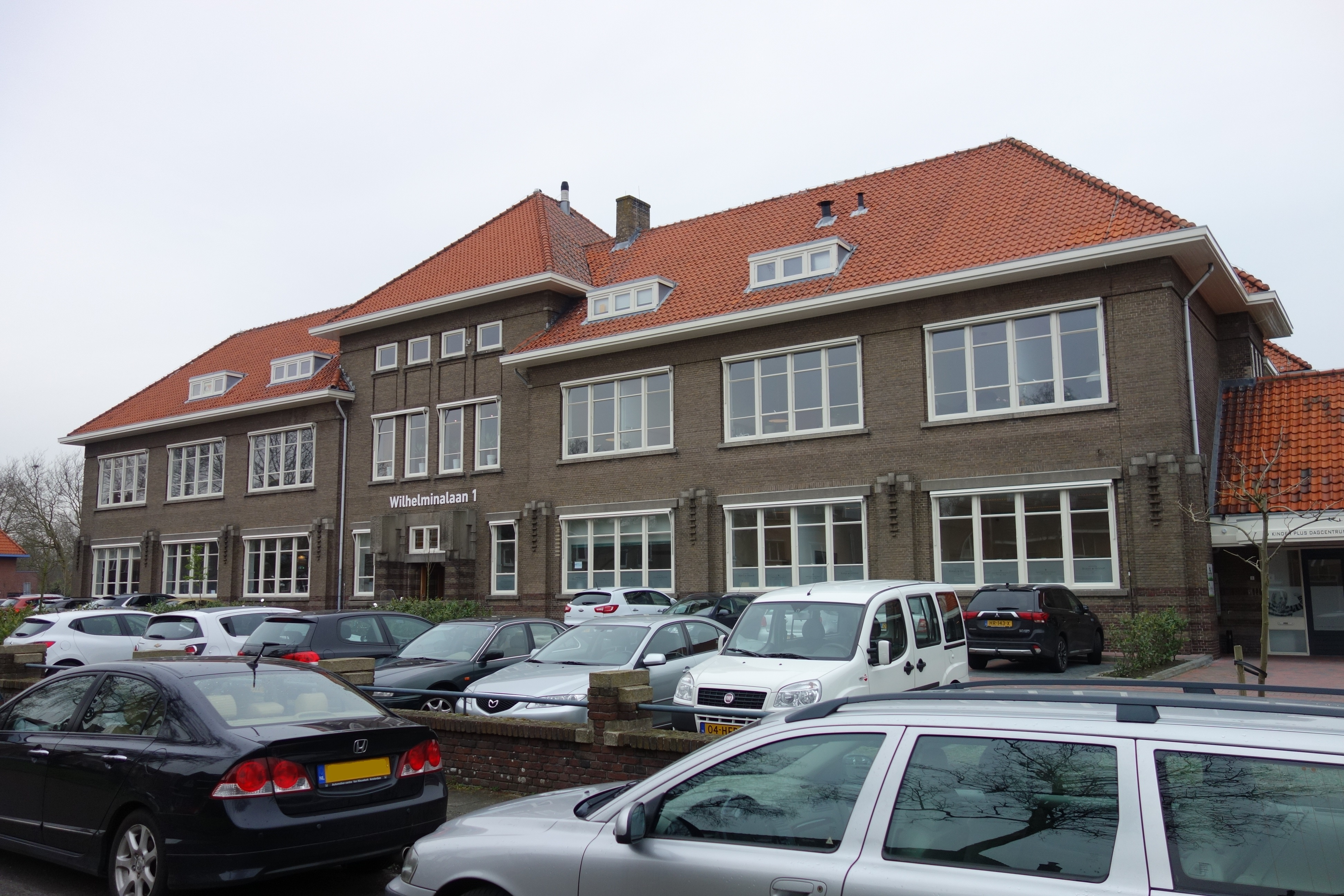
Later was de Rijks-HBS gevestigd aan de Wilhelminalaan

De school is genoemd naar Jan III van Egmont (1438-1516), die in 1484 aan Purmerend het recht gaf om markt te houden. Mede daardoor heeft Purmerend in die tijd grote bloei en welvaart te danken. Het Jan van Egmond Lyceum komt voort uit de Rijks Hogereburgerschool (1921-1971) en de Rijksscholengemeenschap Purmerend (1971-1992). Sinds 1996 maakt het Jan van Egmond Lyceum deel uit van de Purmerendse Scholengroep. In het najaar van 2021 vierde het JEL haar 100-jarige bestaan.

## Culturele activiteiten
Ieder jaar wordt er een aantal feesten georganiseerd. Voor de eerste- tot en met de derdeklassers is er een groot schoolfeest. Voor de bovenbouw is er elk jaar het kerstgala, dat gehouden wordt op de donderdag voor de kerstvakantie. Van iedereen wordt dan verwacht dat ze in galakostuum komen.
De activiteiten worden georganiseerd door JEL+Event. De groep JEL+Reizen organiseert jaarlijks een aantal binnen- en buitenlandse reizen voor de leerlingen van havo 4 en vwo 5, de werkweek voor leerlingen van klas 1 en het survival-kamp voor de leerlingen van de sportklassen. Het JEL heeft ook een eigen schoolkrant, het JEL+Magazine, dat wordt geschreven en vormgegeven door haar leerlingen. Deze wordt 3 keer per jaar gepubliceerd.

## Havo/vwo-campus
Tijdens het schooljaar 2008-2009 is de havo/vwo-campus een feit geworden. Het Jan van Egmond Lyceum en het Da Vinci College vormen samen het hart van de havo/vwo-campus. Het DVC heeft haar thuisbasis op de Joh. Naberstraat en het JEL haar thuisbasis op de Hoornselaan. De speciale voorzieningen, mediatheek, auditorium, theater, bedrijfsvoeringen, enz. op de campus worden gedeeld door beide scholen. 